# Bergtheim
Bergtheim è un comune tedesco di 3 448 abitanti, situato nel land della Baviera.